# Astaatmonobromide
Astaatmonobromide is een anorganische verbinding, een interhalogeen, van astaat en broom. De algemene radioactieve instabiliteit van astaat maken het bestuderen van deze verbinding moeilijk.

## Synthese
Astaatmonobromide wordt bereid door astaat te laten reageren met een waterige oplossing van joodmonobromide:
{\displaystyle {\ce {2At\ +\ 2IBr\ ->\ 2AtBr\ +\ I2}}}
Astaatmonobromide kan ook verkregen worden uit de directe reactie van de elementen met elkaar:
{\displaystyle {\ce {2At\ +\ Br2\ ->\ 2\ AtBr}}}